# Ernst Westerlund (idrottare)
Ernst Westerlund, född den 19 mars 1893, död 13 oktober 1961, var en finländsk tävlingsseglare och olympiamedalist. Han vann olympiskt brons vid sommarolympiaden 1952 i Helsingfors där han var kapten för Ralia i 6 metersklassen.